# Слободка (Бахмачский район)
Слобо́дка (укр. Слобідка) — село, расположенное на территории Бахмачского района Черниговской области (Украина) на левом берегу реки Сейм.
Население составляет 125 жителей (2006 год). Плотность населения — 312,5 чел/кв.км.
Впервые упоминается в 1770 году.
Село Слободка находится примерно в 22 км к северу от центра города Бахмач. Средняя высота населённого пункта — 118 м над уровнем моря. Село находится в зоне умеренного умеренно континентального климата.
Национальный состав представлен преимущественно украинцами, конфессиональный состав — христианами.